# Рыгалина, Анастасия Алексеевна
Анастасия Алексеевна Прокофьева (в девичестве — Рыгалина; род. 31 января 1996, Богородицк, Тульская область) — российская лыжница, участница Олимпиады-2022, чемпионка России по лыжным гонкам и лыжероллерам. Мастер спорта Международного класса.

## Биография
Родилась в спортивной семье — отец и брат профессионально занимались велоспортом и лыжными гонками. Начала заниматься лыжными гонками в родном городе, затем перешла в СШОР «Юность Москвы» по лыжным гонкам "Спартак", а с 2018 года тренируется параллельно в Санкт-Петербурге у Евгения Досманова. На взрослом уровне представляет параллельным зачётом Москву и Санкт-Петербург. Тренеры — Досманов Е. А., Рыгалин В. А., Милованова Н. Н., в сборной России тренируется в группе Егора Сорина.
Принимала участие во всероссийских юниорских соревнованиях с сезона 2010/11, во взрослых — с сезона 2011/12. Долгое время не занимала высоких мест на внутренних соревнованиях, из заметных успехов — второе место на первенстве Центрального ФО среди девушек в гонке на 10 км (2014), третье место на Спартакиаде молодёжи в гонке на 10 км (2016), попадания на подиум на всероссийских стартах. В 2019 году стала победительницей первенства России среди 23-летних в масс-старте. В крупных международных соревнованиях среди юниоров и молодёжи не участвовала.
Первым взрослым успехом стало второе место на чемпионате СЗФО 2019 года в гонке на 10 км классикой. В дальнейшем не раз становилась победителем и призёром чемпионата федерального округа, в частности в 2020 году выиграла два золота (в гонках на 10 км классикой и свободым стилем) и серебро в эстафете.
На чемпионате России 2021 года завоевала медали всех достоинств — стала чемпионкой в гонке на 50 км, серебряным призёром в гонке на 30 км и бронзовым — в гонке на 10 км.
В сезоне 2019/20 впервые вошла в сборную России, участвовала в марафонских гонках. Лучшим результатом стало 7-е место на марафоне в Италии в декабре 2019 года. 27 ноября 2021 года дебютировала на Кубке мира на этапе в финской Руке, заняв 42-е место в гонке на 10 км классикой. На следующий день набрала первое очко, финишировав 25-й в персьюте. Приняла участие в Олимпийских играх 2022 года в Пекине, где стала восьмой в скиатлоне и 17-й в гонке на 30 км свободным стилем.
Также принимала участие в соревнованиях на лыжероллерах. На чемпионате России 2019 года завоевала два золота — в гонке с раздельным стартом и гонке преследования, а также заняла второе место в масс-старте. Участница чемпионата мира 2019 года в латвийской Мадоне, где стала седьмой в гонке на 10 км. В 2020 году снова стала чемпионкой России в гонке преследования, в 2021 году — чемпионкой страны в гонке с раздельным стартом и гонке преследования.

## Личная жизнь
В 2021 году вышла замуж.